# Famara Diédhiou
Famara Diédhiou (Saint Louis, 15 de diciembre de 1992) es un futbolista senegalés que juega de delantero en el Clermont Foot de la Ligue 2.

## Selección nacional
Es internacional con la selección de fútbol de Senegal, con la que debutó el 31 de mayo de 2014 en un partido amistoso frente a la selección de fútbol de Colombia.
Su primer gol lo anotó en la victoria por 2-0 frente a la selección de fútbol de Namibia, en un partido de clasificación para la Copa Africana de Naciones de 2017. Ante Namibia anotó también su primer hat-trick con Senegal, en la victoria senegalesa por 1-3 en un encuentro de clasificación para la Copa Mundial de Fútbol de 2022.

### Goles como internacional
| N.º | Fecha                   | Lugar                                         | Oponente          | Marcador | Resultado | Competición                            |
| --- | ----------------------- | --------------------------------------------- | ----------------- | -------- | --------- | -------------------------------------- |
| 2.  | 10 de octubre de 2019   | Estadio Nacional, Singapur                    | Brasil            | 1-1      | 1-1       | Amistoso                               |
| 3.  | 17 de noviembre de 2019 | Centro Deportivo Mavuso, Manzini, Suazilandia | Esuatini          | 0-1      | 1-4       | Clasificación para la Copa África 2021 |
| 4.  | 17 de noviembre de 2019 | Centro Deportivo Mavuso, Manzini, Suazilandia | Esuatini          | 0-2      | 1-4       | Clasificación para la Copa África 2021 |
| 5.  | 17 de noviembre de 2019 | Centro Deportivo Mavuso, Manzini, Suazilandia | Esuatini          | 0-3      | 1-4       | Clasificación para la Copa África 2021 |
| 6.  | 9 de octubre de 2021    | Stade Lat-Dior,Thiès, Senegal                 | Namibia           | 2–0      | 4-1       | Clasificación para el Mundial 2022     |
| 7.  | 12 de octubre de 2021   | Estadio Orlando, Soweto, Sudáfrica            | Namibia           | 0-1      | 1-3       | Clasificación para el Mundial 2022     |
| 8.  | 12 de octubre de 2021   | Estadio Orlando, Soweto, Sudáfrica            | Namibia           | 1-2      | 1-3       | Clasificación para el Mundial 2022     |
| 9.  | 12 de octubre de 2021   | Estadio Orlando, Soweto, Sudáfrica            | Namibia           | 1-3      | 1-3       | Clasificación para el Mundial 2022     |
| 10. | 30 de enero de 2022     | Estadio Ahmadou Ahidjo, Yaundé, Camerún       | Guinea Ecuatorial | 1-0      | 3-1       | Copa África 2021                       |
| 11. | 25 de noviembre de 2022 | Estadio Al Thumama, Doha, Catar               | Catar             | 0-2      | 1–3       | Mundial 2022                           |

## Clubes
| Club                        | País       | Año       |
| --------------------------- | ---------- | --------- |
| ASM Belfort                 | Francia    | 2012      |
| SAS Épinal                  | Francia    | 2012-2013 |
| Gazélec Ajaccio             | Francia    | 2013-2014 |
| F. C. Sochaux-Montbéliard   | Francia    | 2014-2016 |
| Clermont Foot (cedido)      | Francia    | 2014-2016 |
| Angers S. C. O.             | Francia    | 2016-2017 |
| Bristol City F. C.          | Inglaterra | 2017-2021 |
| Alanyaspor                  | Turquía    | 2021-2023 |
| Granada C. F. (cedido)      | España     | 2023      |
| Granada C. F.               | España     | 2023-2024 |
| Cardiff City F. C. (cedido) | Gales      | 2024      |
| Clermont Foot               | Francia    | 2024-     |

## Palmarés

### Títulos internacionales
| Título                    | Club (*)             | Sede    | Año  |
| ------------------------- | -------------------- | ------- | ---- |
| Copa Africana de Naciones | Selección de Senegal | Camerún | 2021 |

(*) Incluyendo la selección.